# Ruslan Iskhakov
Ruslan Nikolajevitj Iskhakov, ryska: Руслан Николаевич Искhаков, född 22 juli 2000, är en rysk professionell ishockeyforward som är kontrakterad till New York Islanders i National Hockey League (NHL) och spelar för Bridgeport Islanders i American Hockey League (AHL).
Han har tidigare spelat för HC TPS i Liiga; Adler Mannheim i Deutsche Eishockey Liga (DEL); Connecticut Huskies i National Collegiate Athletic Association (NCAA) samt Krasnaja Armija Moskva i Molodjozjnaja chokkejnaja liga (MHL).
Iskhakov draftades av New York Islanders i andra rundan i 2018 års draft som 43:e spelare totalt.

## Statistik
| 2017–2018   | Krasnaja Armija Moskva | MHL         | 33  | 6  | 24 | 30  | 2  | 4  | 1 | 0 | 1 | 4 |
| 2018–2019   | Connecticut Huskies    | NCAA        | 32  | 6  | 15 | 21  | 20 | —  | — | — | — | — |
| 2019–2020   | Connecticut Huskies    | NCAA        | 32  | 9  | 12 | 21  | 26 | —  | — | — | — | — |
| 2020–2021   | HC TPS                 | Liiga       | 54  | 10 | 28 | 38  | 24 | 13 | 2 | 5 | 7 | 8 |
| 2021–2022   | Adler Mannheim         | DEL         | 25  | 7  | 15 | 22  | 10 | 4  | 0 | 1 | 1 | 0 |
| 2022–2023   | Bridgeport Islanders   | AHL         | 69  | 17 | 34 | 51  | 50 | —  | — | — | — | — |
| 2023–2024   | New York Islanders     | NHL         | 1   | 0  | 1  | 1   | 0  | —  | — | — | — | — |
|             | Bridgeport Islanders   | AHL         | 69  | 18 | 32 | 50  | 30 | —  | — | — | — | — |
| NHL totalt  | NHL totalt             | NHL totalt  | 1   | 0  | 1  | 1   | 0  | —  | — | — | — | — |
| AHL totalt  | AHL totalt             | AHL totalt  | 138 | 35 | 66 | 101 | 80 | —  | — | — | — | — |
| NCAA totalt | NCAA totalt            | NCAA totalt | 64  | 15 | 27 | 42  | 46 | —  | — | — | — | — |

### Internationellt
| Källa: Uppdaterad: 2024-04-18 | Källa: Uppdaterad: 2024-04-18 | Källa: Uppdaterad: 2024-04-18 |         | Utv = Utvisningsminuter | Utv = Utvisningsminuter | Utv = Utvisningsminuter | Utv = Utvisningsminuter | Utv = Utvisningsminuter |
| År                            | Lag                           | Mästerskap                    | Matcher | Mål                     | Assists                 | Poäng                   | Utv                     |                         |
| ----------------------------- | ----------------------------- | ----------------------------- | ------- | ----------------------- | ----------------------- | ----------------------- | ----------------------- | ----------------------- |
| 2017                          | Ryssland                      | Ivan Hlinka                   | 5       | 2                       | 2                       | 4                       | 4                       |                         |
| 2018                          | Ryssland                      | U18-VM                        | 5       | 3                       | 0                       | 3                       | 2                       |                         |
| Junior totalt                 | Junior totalt                 | Junior totalt                 | 10      | 5                       | 2                       | 7                       | 6                       |                         |